# Lijst van bouwwerken in Utrecht (stad)
Een lijst van gebouwen in de stad Utrecht.

## A

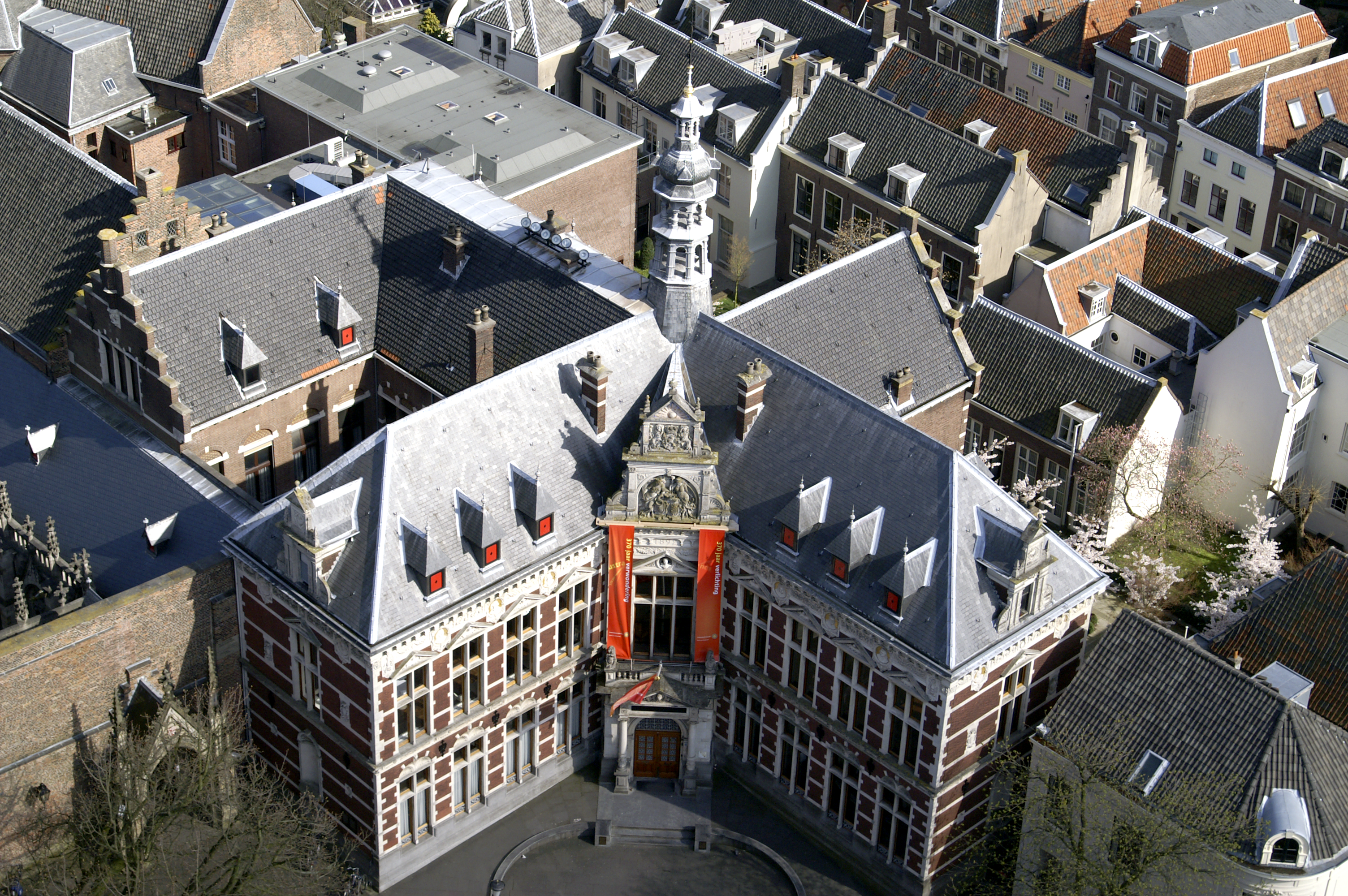
Academiegebouw

- Academiegebouw
- ACU
- Sint-Augustinuskerk

## B
- Beatrix Theater
- De Bisschoppen
- Buurkerk
- Bunker Wilhelminapark
- Benedictus Labrehuis

## C

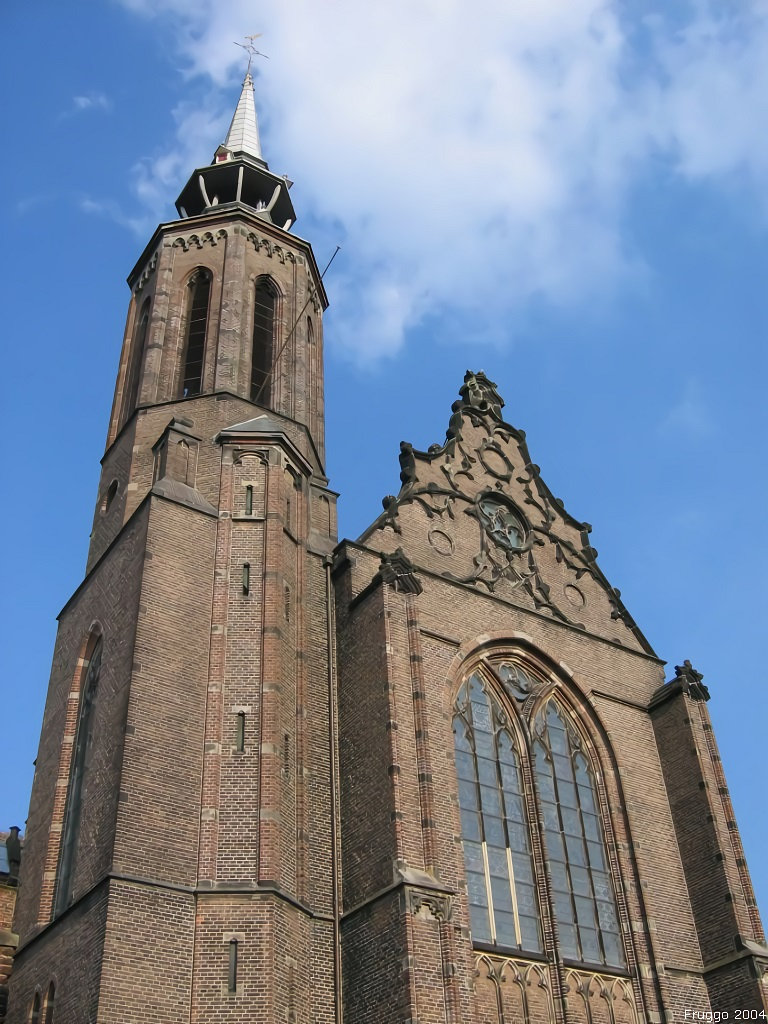
Catharijnekerk

- Studentencomplex Cambridgelaan
- Museum Catharijneconvent
- Catharijnekerk
- Casa Confetti
- Centraal Museum
- Centraal Station
- City Campus MAX

## D

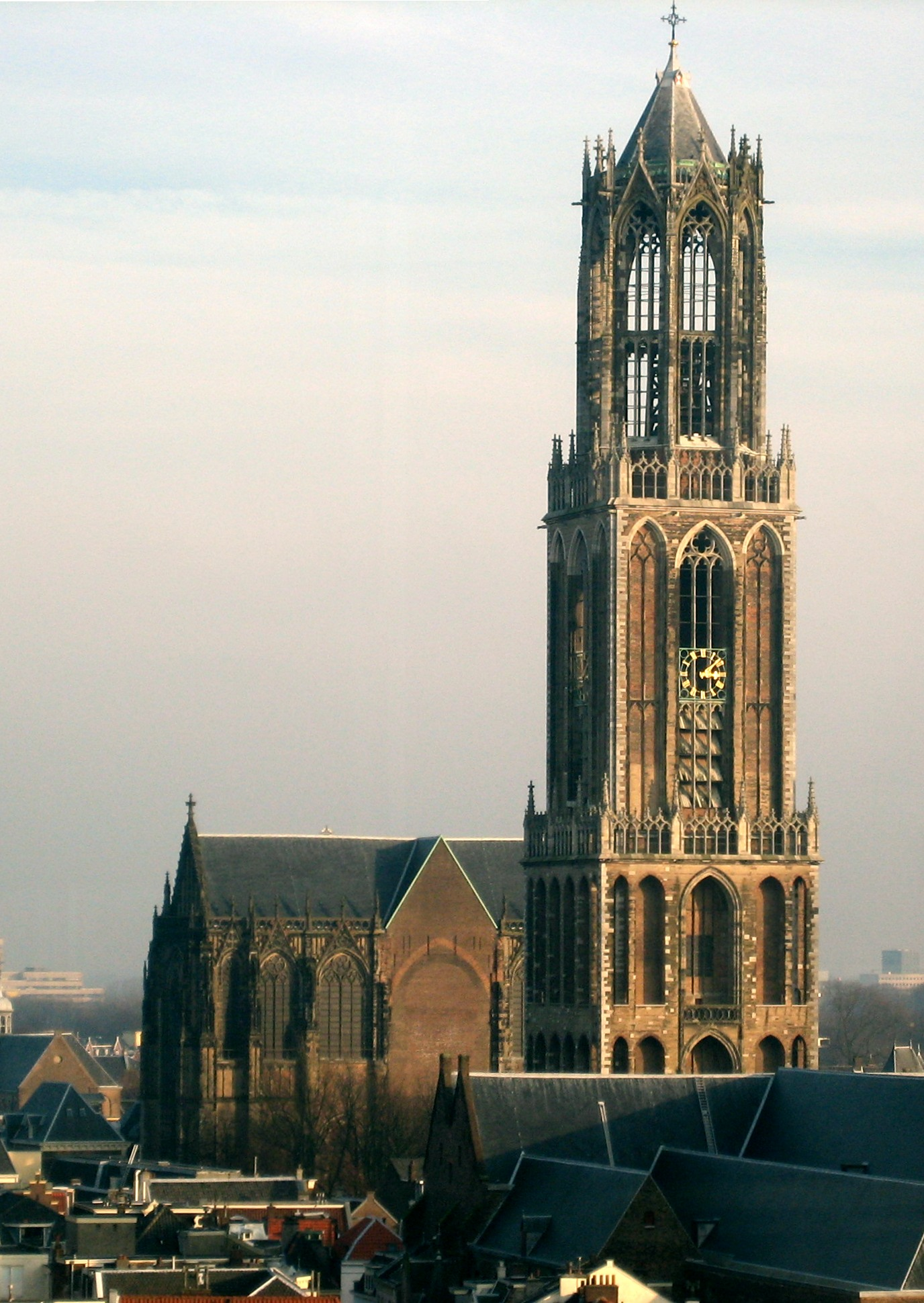
Domtoren en -kerk

- Domkerk
- Domtoren
- Duitse Huis

## E
- Sint Eloyen Gasthuis
- Enghlenschild

## F
- Forten bij Utrecht
- Fundatie van Renswoude

## G
- Stadion Galgenwaard

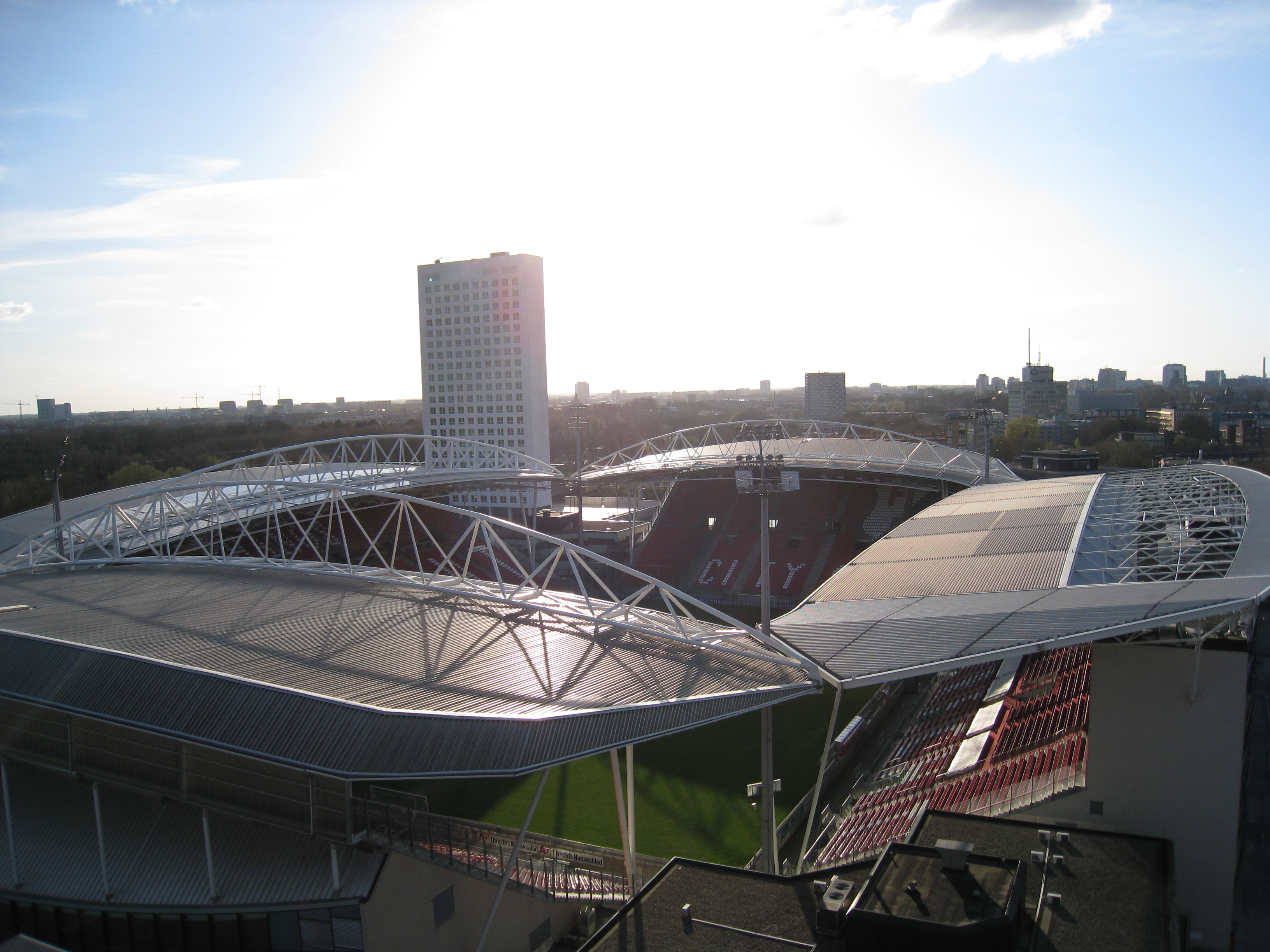
Stadion Galgenwaard

- Gebouw voor Kunsten en Wetenschappen
- Geertekerk
- Sint-Gertrudiskathedraal
- Groot Blankenburgh

## H

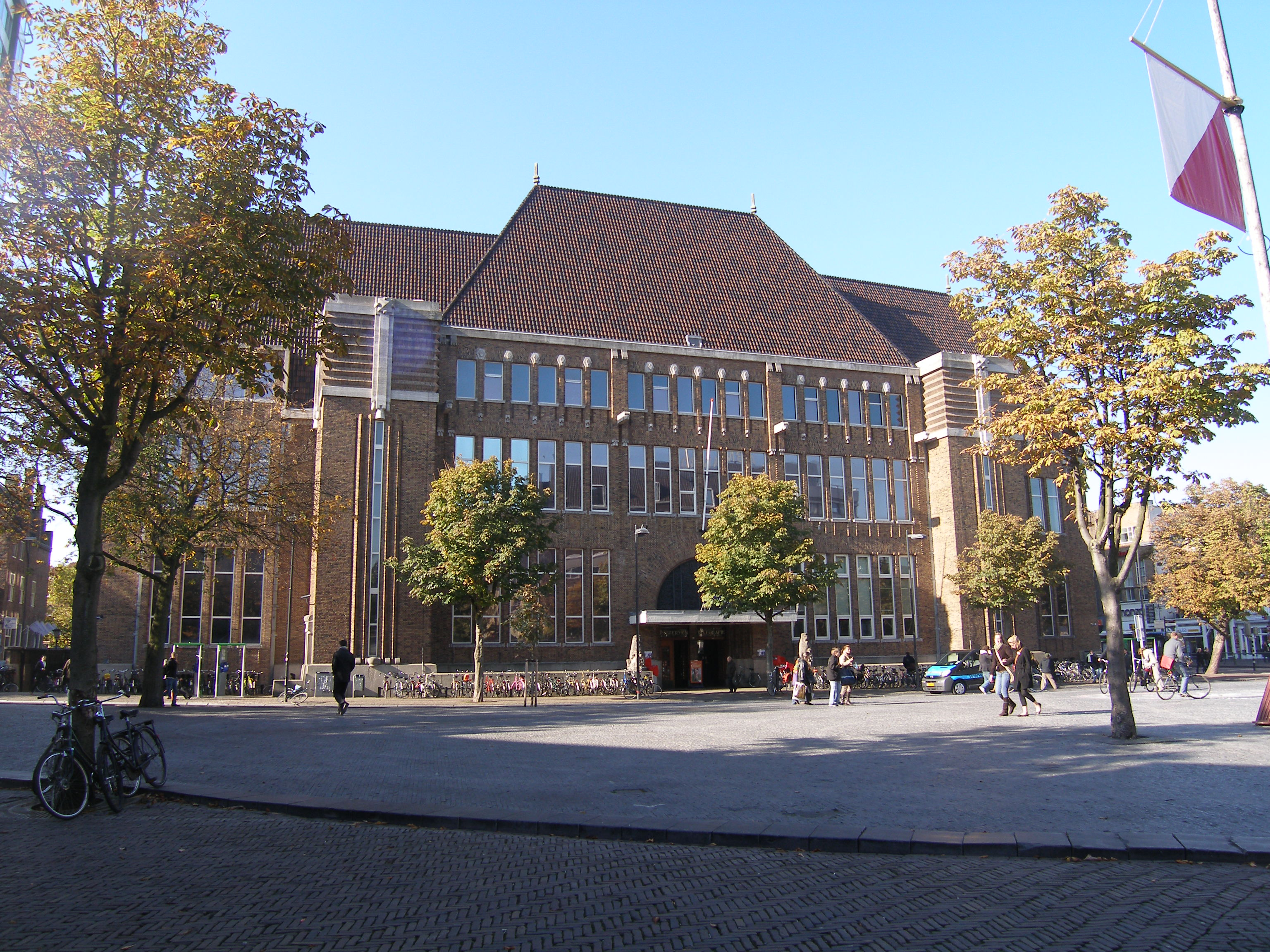
Hoofdpostkantoor

- Hoofdpostkantoor
- Hoog Catharijne
- Houtzaagmolen De Ster

## I
- IBB
- De Inktpot

## J
- Jacobikerk
- Jaarbeurs Utrecht
- Janskerk

## K
- De Krakeling
- Kathedrale Koorschool Utrecht

## L
- Leeuwenbergh Gasthuis
- Louis Hartlooper Complex

## M
- Maliebaanstation
- Sint-Martinuskerk
- Melkinrichting De Landbouw
- Minnaertgebouw
- Koninklijke Nederlandse Munt

## N
- Neudeflat
- Nicolaïkerk
- St. Nicolaasklooster
- NOW (woontoren)

## O
- Oudaen
- Ooglijdersgasthuis

## P
- De Paardenkathedraal
- Paushuize
- Pieterskerk

## R
- Rabobank Bestuurscentrum
- Rietveld-Schröderhuis
- Rijn en Zon

## S
- Sayidina Ibrahim Moskee
- Speelklok tot Pierement, Nationaal Museum van
- Spoorwegmuseum
- Stadhuis van Utrecht
- Stadion Galgenwaard
- Stadskasteel Oudaen
- Stadsschouwburg
- Stairway to Heaven
- Ster, Houtzaagmolen De

## T
- Tivoli
- Tuindorp-West Complex

## U
- Universitair Medisch Centrum Utrecht
- Ursulaklooster

## V
- Vredenburg (muziekcentrum)
- Vogelenburcht

## W
- Watertoren (Utrecht Lauwerhof)
- Watertoren (Utrecht Riouwstraat)
- Watertoren (Utrecht Heuveloord)
- Watertoren (Utrecht Amsterdamsestraatweg 380)
- Watertoren (Utrecht Amsterdamsestraatweg 283)
- Watertoren (Utrecht Neckardreef)
- Willibrordkerk
- Winkel van Sinkel

## Z
- Theater Zimihc (Utrecht Bouwstraat)